# Như Thanh (huyện)
Như Thanh là một huyện miền núi cũ thuộc tỉnh Thanh Hóa, Việt Nam.

## Địa lý
Huyện Như Thanh nằm ở phía tây nam của tỉnh Thanh Hóa, có vị trí địa lý:
- Phía đông giáp thị xã Nghi Sơn và huyện Nông Cống
- Phía tây giáp huyện Như Xuân và huyện Thường Xuân
- Phía nam giáp huyện Nghĩa Đàn và huyện Quỳnh Lưu thuộc tỉnh Nghệ An
- Phía bắc giáp huyện Triệu Sơn.

Huyện Như Thanh có diện tích tự nhiên 588,11 km², dân số năm 2022 là 106.690 người, mật độ dân số đạt 181 người/km².

### Khí hậu
| Dữ liệu khí hậu của trạm Như Xuân (Như Thanh) | Dữ liệu khí hậu của trạm Như Xuân (Như Thanh) | Dữ liệu khí hậu của trạm Như Xuân (Như Thanh) | Dữ liệu khí hậu của trạm Như Xuân (Như Thanh) | Dữ liệu khí hậu của trạm Như Xuân (Như Thanh) | Dữ liệu khí hậu của trạm Như Xuân (Như Thanh) | Dữ liệu khí hậu của trạm Như Xuân (Như Thanh) | Dữ liệu khí hậu của trạm Như Xuân (Như Thanh) | Dữ liệu khí hậu của trạm Như Xuân (Như Thanh) | Dữ liệu khí hậu của trạm Như Xuân (Như Thanh) | Dữ liệu khí hậu của trạm Như Xuân (Như Thanh) | Dữ liệu khí hậu của trạm Như Xuân (Như Thanh) | Dữ liệu khí hậu của trạm Như Xuân (Như Thanh) | Dữ liệu khí hậu của trạm Như Xuân (Như Thanh) |
| Tháng                                         | 1                                             | 2                                             | 3                                             | 4                                             | 5                                             | 6                                             | 7                                             | 8                                             | 9                                             | 10                                            | 11                                            | 12                                            | Năm                                           |
| --------------------------------------------- | --------------------------------------------- | --------------------------------------------- | --------------------------------------------- | --------------------------------------------- | --------------------------------------------- | --------------------------------------------- | --------------------------------------------- | --------------------------------------------- | --------------------------------------------- | --------------------------------------------- | --------------------------------------------- | --------------------------------------------- | --------------------------------------------- |
| Cao kỉ lục °C (°F)                            | 32.9 (91.2)                                   | 36.3 (97.3)                                   | 38.2 (100.8)                                  | 40.0 (104.0)                                  | 41.9 (107.4)                                  | 41.8 (107.2)                                  | 41.0 (105.8)                                  | 39.0 (102.2)                                  | 38.5 (101.3)                                  | 39.5 (103.1)                                  | 36.0 (96.8)                                   | 34.5 (94.1)                                   | 41.9 (107.4)                                  |
| Trung bình ngày tối đa °C (°F)                | 20.5 (68.9)                                   | 20.8 (69.4)                                   | 23.5 (74.3)                                   | 27.9 (82.2)                                   | 32.2 (90.0)                                   | 33.9 (93.0)                                   | 33.7 (92.7)                                   | 32.3 (90.1)                                   | 30.8 (87.4)                                   | 28.6 (83.5)                                   | 25.5 (77.9)                                   | 22.1 (71.8)                                   | 27.7 (81.9)                                   |
| Trung bình ngày °C (°F)                       | 16.9 (62.4)                                   | 17.8 (64.0)                                   | 20.2 (68.4)                                   | 23.9 (75.0)                                   | 27.3 (81.1)                                   | 29.0 (84.2)                                   | 28.9 (84.0)                                   | 28.0 (82.4)                                   | 26.6 (79.9)                                   | 24.4 (75.9)                                   | 21.4 (70.5)                                   | 18.1 (64.6)                                   | 23.5 (74.3)                                   |
| Tối thiểu trung bình ngày °C (°F)             | 14.7 (58.5)                                   | 16.0 (60.8)                                   | 18.2 (64.8)                                   | 21.4 (70.5)                                   | 24.1 (75.4)                                   | 25.6 (78.1)                                   | 25.6 (78.1)                                   | 25.1 (77.2)                                   | 24.0 (75.2)                                   | 21.8 (71.2)                                   | 18.6 (65.5)                                   | 15.4 (59.7)                                   | 20.9 (69.6)                                   |
| Thấp kỉ lục °C (°F)                           | 3.1 (37.6)                                    | 6.1 (43.0)                                    | 6.9 (44.4)                                    | 12.0 (53.6)                                   | 16.9 (62.4)                                   | 18.9 (66.0)                                   | 21.2 (70.2)                                   | 21.7 (71.1)                                   | 17.2 (63.0)                                   | 13.5 (56.3)                                   | 8.7 (47.7)                                    | 3.8 (38.8)                                    | 3.1 (37.6)                                    |
| Lượng mưa trung bình mm (inches)              | 28.4 (1.12)                                   | 20.5 (0.81)                                   | 40.3 (1.59)                                   | 61.1 (2.41)                                   | 152.2 (5.99)                                  | 166.7 (6.56)                                  | 183.5 (7.22)                                  | 284.6 (11.20)                                 | 368.2 (14.50)                                 | 268.9 (10.59)                                 | 90.5 (3.56)                                   | 26.8 (1.06)                                   | 1.676,6 (66.01)                               |
| Số ngày mưa trung bình                        | 9.9                                           | 11.2                                          | 13.0                                          | 11.6                                          | 13.1                                          | 12.2                                          | 12.0                                          | 15.6                                          | 14.6                                          | 12.1                                          | 7.9                                           | 6.6                                           | 139.9                                         |
| Độ ẩm tương đối trung bình (%)                | 87.1                                          | 88.7                                          | 89.6                                          | 88.8                                          | 83.4                                          | 80.0                                          | 80.7                                          | 85.8                                          | 86.9                                          | 84.8                                          | 83.6                                          | 83.8                                          | 85.2                                          |
| Số giờ nắng trung bình tháng                  | 61.7                                          | 54.6                                          | 52.3                                          | 103.8                                         | 177.8                                         | 188.3                                         | 180.3                                         | 155.4                                         | 144.2                                         | 128.1                                         | 113.8                                         | 90.5                                          | 1.444,5                                       |
| Nguồn: QCVN 02:2022/BXD                       |                                               |                                               |                                               |                                               |                                               |                                               |                                               |                                               |                                               |                                               |                                               |                                               |                                               |

## Lịch sử
Huyện Như Thanh được thành lập vào ngày 1 tháng 1 năm 1996 trên cơ sở tách 16 xã: Thanh Kỳ, Thành Tân, Xuân Thái, Yên Lạc, Yên Thọ, Xuân Phúc, Phúc Đường, Xuân Thọ, Xuân Khang, Hải Long, Phú Nhuận, Mậu Lâm, Phượng Nghi, Xuân Du, Cán Khê và Hải Vân thuộc huyện Như Xuân.
Khi thành lập, huyện Như Thanh có 587,3 km² diện tích tự nhiên và 76.045 người. Tên gọi Như Thanh là tên ghép từ hai địa danh Như Xuân và Thanh Hóa.
Ngày 11 tháng 4 năm 2002, thành lập thị trấn Bến Sung (thị trấn huyện lỵ huyện Như Thanh) trên cơ sở: 
- 244,15 ha diện tích tự nhiên và 2.302 người của xã Hải Vân
- 340 ha diện tích tự nhiên và 1.653 người của xã Hải Long.[5]

Ngày 16 tháng 10 năm 2019, Ủy ban Thường vụ Quốc hội ban hành Nghị quyết số 786/NQ-UBTVQH14 về việc sắp xếp các đơn vị hành chính cấp xã thuộc tỉnh Thanh Hóa (nghị quyết có hiệu lực từ ngày 1 tháng 12 năm 2019). Theo đó:
- Sáp nhập xã Hải Vân vào thị trấn Bến Sung
- Sáp nhập xã Phúc Đường vào xã Xuân Phúc
- Sáp nhập xã Xuân Thọ vào xã Cán Khê.

Từ đó, huyện Như Thanh có 1 thị trấn và 13 xã trực thuộc.

## Hành chính
Huyện Như Thanh có 14 đơn vị hành chính cấp xã trực thuộc, bao gồm thị trấn Bến Sung (huyện lỵ) và 13 xã: Cán Khê, Hải Long, Mậu Lâm, Phú Nhuận, Phượng Nghi, Thanh Kỳ, Thanh Tân, Xuân Du, Xuân Khang, Xuân Phúc, Xuân Thái, Yên Lạc, Yên Thọ.
| Tên           | Diện tích (km²) | Dân số (người) |
| ------------- | --------------- | -------------- |
| Thị trấn (01) |                 |                |
| Bến Sung      | 21,92           | 11.702         |
| Xã (13)       |                 |                |
| Cán Khê       | 39,29           | 8.888          |
| Hải Long      | 19,13           | 5.163          |
| Mậu Lâm       | 42,51           | 9.794          |
| Phú Nhuận     | 21,76           | 8.901          |
| Phượng Nghi   | 36,11           | 5.321          |

| Tên        | Diện tích (km²) | Dân số (người) |
| ---------- | --------------- | -------------- |
| Thanh Kỳ   | 49,65           | 4.884          |
| Thanh Tân  | 96,27           | 8.017          |
| Xuân Du    | 17,09           | 7.932          |
| Xuân Khang | 42,16           | 8.102          |
| Xuân Phúc  | 42,51           | 6.617          |
| Xuân Thái  | 120,72          | 4.357          |
| Yên Lạc    | 24,06           | 5.927          |
| Yên Thọ    | 14,92           | 11.085         |

## Thắng cảnh
- Vườn quốc gia Bến En có diện tích 16.643 ha (dự kiến mở rộng thành 32.000 ha): bảo tồn rừng nguyên sinh với các nguồn gen động - thực vật quý hiếm như: voi, hổ, báo,... lim xanh, táu, sến, trắc, gụ,...

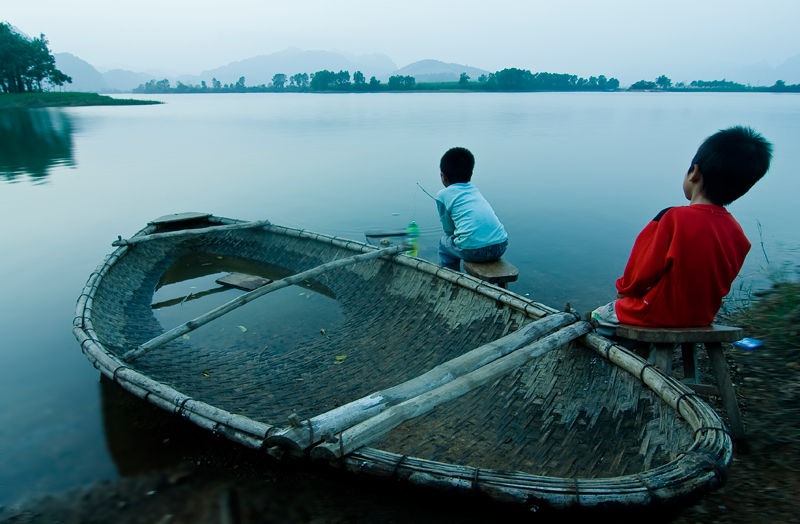
Chiều xuống trên hồ Sông Mực

- Hang Lò cao kháng chiến Hải Vân là nhà máy luyện gang trong hang đầu tiên và duy nhất  trên thế giới, một trong những cơ sở sản xuất gang đầu tiên của Việt Nam, niềm tự hào của giai cấp công nhân Việt Nam thời kỳ kháng chiến chống Thực dân Pháp. Nay thuộc núi Đồng Mười, thị trấn Bến Sung.
- Hang Ngọc là một hang động đá vôi đẹp, còn nguyên sơ. Thuộc địa bàn xã Xuân Khang. Hang Ngọc sâu khoảng 700m,với nhiều nhũ đã tự nhiên rất đẹp.
- Núi Nưa (giáp ranh với huyện Triệu Sơn) là nơi Bà Triệu đứng lên khởi nghĩa đánh giặc hiện nay gọi là Phủ Na ở xã Xuân Du.
- Đồng Mười ở thị trấn Bến Sung (trước là xã Hải Vân) là căn cứ của phong trào Cần Vương chống Pháp do Tôn Thất Thuyết.